# فضای پارامتری
فضای پارامتری (به انگلیسی: parameter space) فضای مقادیر پارامتر ممکنی است که یک مدل ریاضی خاص را تعریف می‌کند. گاهی به آن فضای وزنی هم گفته می‌شود، و معمولا زیرمجموعه‌ای از فضای اقلیدسی متناهی-بعد است.
در آمار، فضاهای پارامتری به‌ویژه برای توصیف خانواده پارامتری توزیع‌های احتمالی مفید هستند. آن‌ها می‌توانند پیش‌زمینه برآورد آماری باشند. در حالت برآورد اکسترمم برای مدل‌های پارامتری، یک تابع هدف به‌ویژه روی فضای پارامتری حداکثر یا حداقل می‌شود. نظریه‌های وجود و سازگاری این تخمین‌گرها نیاز به فرضیه‌هایی درباره توپولوژی فضای پارامتری دارند. برای مثال، فشرده‌بودن فضای پارامتری همراه با پیوستگی تابع هدف، برای وجود یک تخمین‌گر اکسترممی کافی است.
در یادگیری عمیق، پارامترهای شبکه عمیق وزن نامیده می‌شوند. بخاطر ساختار لایه‌ای شبکه‌های عمیق، فضای وزنی آن‌ها یک ساختار و هندسه پیچیده دارد. برای مثال، در پرسپترون چندلایه‌ای، وقتی گره‌های یک لایه پنهان را جابجا می‌کنیم، همان تابع حفظ می‌شود، که معادل جابجایی وزن ماتریس‌های شبکه است. به این ویژگی همواریانسی دربرابر جابجایی فضاهای وزنی عمیق می‌گویند.
بعضی از پارامترها برای فهمیدن چگونگی تاثیر در مدل آماری‌شان تحلیل می‌شوند. در این زمینه، آن‌ها را می‌توان ورودی‌های یک تابع دانست، که در این حالت اصطلاح فنی برای فضای پارامتری دامنه یک تابع است. برد مقادیر پارامترها می‌تواند محورهای نمودار را بسازد، و خروجی‌های خاص مدل می‌تواند دربرابر این محورها رسم شود، تا نشان دهد که چگونه مناطق مختلف فضای پارامتری انواع ممختلف رفتار را در مدل تولید می‌کند.